# 瑟多米尼克·波因特
瑟多米尼克·丹泽尔·波因特（1992年5月6日—）為美國男子籃球運動員。
波因特成長於密西根州底特律，在密西根州羅斯維就讀高中兩年，高中最後兩年就讀位於北卡罗来纳州的Quality Education Academy，大學進入聖若望大學。波因特因為親戚邁克爾·羅賓遜（Michael Robinson）的關照下在籃球路上沒有受到幫派的影響，在羅賓遜逝世後波因特將Twitter的個人大頭貼換成羅賓遜以示哀悼。
2022年9月8日，P. LEAGUE+福爾摩沙台新夢想家宣布波因特加盟事宜。11月20日，波因特迎來PLG例行賽初登板，全場16投8中，繳出20分、7籃板、3抄截、3阻攻的表現。2023年3月18日，夢想家表示考量身材體型、打法球風、球隊陣容配置與波因特解除合約，波因特出賽15場，留下場均19.2分、9.4籃板、3.3助攻、2.93阻攻的成績。

## 外部連結
- 瑟多米尼克·波因特在fiba.basketball（英语）
- 瑟多米尼克·波因特在P. LEAGUE+
- 瑟多米尼克·波因特在Basketball-Reference.com（NBA）（英语）
- 瑟多米尼克·波因特在Basketball-Reference.com（NBA G聯盟）（英语）
- 瑟多米尼克·波因特在Sports-Reference.com（NCAA）（英语）
- 瑟多米尼克·波因特在Eurobasket.com（球員）（英语）
- 瑟多米尼克·波因特在RealGM（英语）
- 瑟多米尼克·波因特在Proballers（英语）
- 瑟多米尼克·波因特在Flashscore（英语）